# 東海林稔
東海林 稔（しょうじ みのる、1903年11月7日 - 1967年10月1日）は、日本の地方公務員、政治家。日本社会党衆議院議員。

## 経歴
新潟県岩船郡瀬波町（現・村上市）出身。旧制新潟県立村上中学校（現・新潟県立村上高等学校）を経て、1927年に北海道帝国大学農学部農業経済学科を卒業。台湾総督府技師・陸軍ジャワ司政官となり、ジャカルタ州経済部長となる。この時妻子を台湾に残した。戦後の1946年に復員。翌1947年に群馬県庁に入り農地部長・経済部長などを歴任した後に、1956年の知事選に社会党推薦で立候補するが竹腰俊蔵に敗れる。
1958年の総選挙に群馬2区から社会党公認で立候補し当選。以降4期務めた。この間、畜産物価審議会委員・日本社会党群馬県連合会副会長・同県本部委員長・農林水産部会長・全日農ダム特別委員長・同中央常任委員・群馬県生活協同組合連合会会長・県労働者生協理事長などの要職を歴任した。
4期目在職中の1967年9月30日、前橋市の社会党県本部で開かれた組織強化討論集会に出席して帰宅する途中で交通事故に遭い、翌10月1日に死去した。63歳没。同年10月3日、特旨を以て位三級を追陞され、死没日付で従五位勲四等から正四位勲二等に叙され、瑞宝章を追贈された。追悼演説は同年12月12日、衆議院本会議で長谷川四郎により行われた。